# Ozodicera (Ozodicera) noctivagans
Ozodicera (Ozodicera) noctivagans is een tweevleugelige uit de familie langpootmuggen (Tipulidae). De soort komt voor in het Neotropisch gebied.